# Нитрид празеодима
Нитрид празеодима — бинарное неорганическое соединение
празеодима и азота
с формулой PrN,
чёрные кристаллы,
реагирует с водой.

## Получение
- Реакция азота и металлического празеодима при нагревании:

{\displaystyle {\mathsf {2Pr+N_{2}\ {\xrightarrow {800-1000^{o}C}}\ 2PrN}}}
- Реакция аммиака и металлического празеодима при нагревании:

{\displaystyle {\mathsf {2Pr+2NH_{3}\ {\xrightarrow {200-600^{o}C}}\ 2PrN+3H_{2}}}}

## Физические свойства
Нитрид празеодима образует чёрные кристаллы
кубической сингонии,
пространственная группа F m3m,
параметры ячейки a = 0,5165 нм, Z = 4,
структура типа хлорида натрия NaCl.

## Химические свойства
- Легко гидролизуется водой и реагирует с кислотами.